# Sergei Wassiljewitsch Tscherwjakow
Sergei Wassiljewitsch Tscherwjakow (russisch Сергей Васильевич Червяков; * 12. Januar 1959 in Lyswa, RSFSR) ist ein ehemaliger sowjetischer Nordischer Kombinierer.

## Werdegang
Gemeinsam mit Sergei Schorikow und Alexander Majorow belegte Tscherwjakow bei den Nordischen Skiweltmeisterschaften 1982 in Oslo den fünften Rang beim Staffelwettbewerb. Am 29. Dezember 1983 gab er in Oberwiesenthal sein Debüt im Weltcup. Dabei gewann er als Zehnter direkt seine ersten Weltcup-Punkte. Eine Woche später wurde er gemeinsam mit Sergej Bondar und Leonid Glazyrin Dritter beim Teamwettkampf in Nesselwang hinter der finnischen und ersten sowjetischen Staffel. Im Februar nahm er an den Olympischen Winterspielen 1984 in Sarajevo teil. Im Einzelwettbewerb von der K-90-Schanze und über fünfzehn Kilometer belegte er den zwölften Platz.
Am Wochenende des 11. und 12. Januar 1986 gewann Tscherwjakow gemeinsam mit Allar Levandi und Sergei Sawjalow den Weltcup-Teamwettbewerb in Nesselwang. Zum Start in die Weltcup-Saison 1986/87 erzielte Tscherwjakow mit dem vierten Platz in Oberwiesenthal sein bestes Einzelergebnis. Wenige Wochen später war er Teil des sowjetischen Teams bei den Nordischen Skiweltmeisterschaften 1987 in Oberstdorf. Während er im Einzel den 20. Rang erreichte, gewann er gemeinsam mit Andrei Dundukow und Allar Levandi die Bronzemedaille in der 3 × 5-km-Staffel. Die Saison schloss er auf dem 20. Platz in der Weltcup-Gesamtwertung ab.
Tscherwjakow gehörte von 1979 bis 1989 dem russischen Kader an. Auf nationaler Ebene wurde er mehrmals sowjetischer Meister.
Nach seiner aktiven Karriere war Tscherwjakow als Trainer aktiv. Inzwischen ist er Vizepräsident des russischen Verbandes im Skispringen und der Nordischen Kombination sowie Direktor der Sportschule "Start" in Perm. In der Saison 2020/21 ist er als Trainer der russischen Nationalmannschaft in der Nordischen Kombination gelistet.

## Statistik

### Teilnahmen an Olympischen Winterspielen
| Jahr und Ort  | Einzel NK |
| ------------- | --------- |
| 1984 Sarajevo | 12.       |

### Teilnahmen an Nordischen Skiweltmeisterschaften
| Jahr und Ort    | Einzel NK | Staffel NK |
| --------------- | --------- | ---------- |
| 1982 Oslo       | –         | 05.        |
| 1985 Seefeld    | 10.       | –          |
| 1987 Oberstdorf | 20.       | 03.        |

### Weltcup-Platzierungen
| Saison  | Platz | Punkte |
| ------- | ----- | ------ |
| 1983/84 | 21.   | 22     |
| 1984/85 | 32.   | 07     |
| 1985/86 | 22.   | 11     |
| 1986/87 | 20.   | 19     |